# Guerre du royaume d'Iméréthie (1623-1658)
Pour les articles homonymes, voir Liste des guerres civiles en Iméréthie.
Batailles
La guerre du royaume d'Iméréthie de 1623-1658 est un conflit militaire qui afflige la Géorgie occidentale pendant près de 35 ans au XVIIe siècle. Cette guerre voit la principauté de Mingrélie, sous le règne du puissant et autoritaire Léon II Dadiani, se révolter contre la domination du Royaume d'Iméréthie, l'un des trois royaumes géorgiens, et s'unifier avec d'autres nobles pour tenter de renverser le pouvoir de la dynastie des Bagrations, qui règnent sur la Géorgie depuis le IXe siècle.
Bien que certains petits conflits soient inclus dans le contexte de cette guerre, tels que l'invasion de l'Abkhazie et du Gourie par Léon II de Dadiani (ou de Mingrélie), celle-ci est principalement une opposition entre la Mingrélie et le Royaume d'Iméréthie, dirigé par les rois Georges III jusqu'en 1639 et Alexandre III jusqu'à la fin du conflit.
Les victoires successives de la Mingrélie poussent les pouvoirs étrangers, notamment la Perse séfévide, à s'impliquer : grâce au jeu des alliances politiques, une victoire mingrélienne pourrait entraîner une unification de l'entière Géorgie sous le sceptre du vassal persan Rostom de Karthli, qui finance les activités militaires de Dadiani. Toutefois, la fin de l'aide séfévide, une alliance entre la Russie et l'Iméréthie, et la mort soudaine du prince de Mingrélie permet au royaume de reprendre le dessus et à mettre un terme au conflit après une victoire décisive lors de la bataille de Bandza.

## Contexte

La division de la Géorgie à partir du XVIe siècle voit la Géorgie occidentale particulièrement fragmentée.

Depuis 1490, la Géorgie est divisée en trois royaumes indépendants et affaiblis : le Karthli, la Kakhétie et l'Iméréthie. Ces trois États sont dirigés par des branches éloignées de la dynastie Bagration, mais la politique impérialiste des empires séfévide et ottoman et les multiples tentatives d'unifier la nation géorgienne sous un seul sceptre mènent à une déstabilisation importante à travers les décennies. De plus, l'Iméréthie est plus atteint par les divisions internes que les autres domaines géorgiens.
En effet, depuis le règne de Bagrat III d'Iméréthie (1510-1565), les nobles vassaux du royaume gagnent de plus en plus de pouvoir et les principautés de Gourie et de Mingrélie obtiennent une indépendance politique, restant attachés au gouvernement central de Koutaïssi par le Catholicossat d'Abkhazie et pour empêcher une annexion totale par l'Empire ottoman. À la suite des conflits de succession à la couronne du royaume à la fin du XVIe siècle, le gouvernement central est considérablement affaibli et les rois ne contrôlent plus que la capitale et ses environs, tandis que les familles Dadiani de Mingrélie et Gourieli de Gourie étendent leur influence, forment des alliances matrimoniales et s'enrichissent.
En 1611, Léon II Dadiani devient prince de Mingrélie. Éduqué à la cour du roi de Kakhétie, il devient rapidement un souverain ambitieux qui s'éloigne de la politique pacifiste de son père, Manoutchar Ier.

## La guerre

### Alliance entre nobles

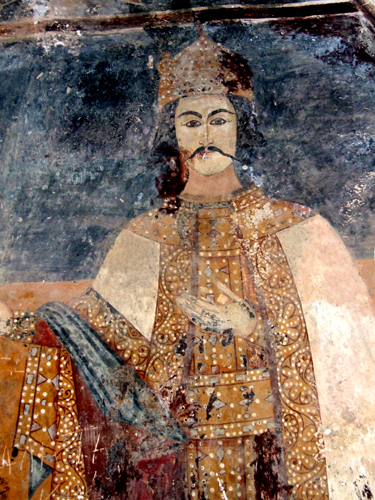
Léon II de Mingrélie

Le début du XVIIe siècle est marqué par une poussée de plusieurs nobles géorgiens à unifier la Géorgie sous un seul sceptre, tout en gardant des doutes sur l'identité du potentiel héritier au trône uni. Lors de l'invasion séfévide de la Géorgie orientale en 1614, le roi Teimouraz Ier de Kakhétie s'exile en Iméréthie et Koutaïssi tente d'unifier ses vassaux pour reconquérir les domaines envahis par la Perse. Cette politique d'unité culmine en 1618, quand Mamia II Gourieli, prince de Gourie, parvient à faire marier sa fille Tamar au prince héritier d'Iméréthie Alexandre Bagration, qui n'a alors que neuf ans.
Toutefois, cette unité reste éphémère. En 1620, Tamar est accusée d'adultère et est renvoyée en Gourie, au mécontentement du souverain local. Léon II Dadiani en profite alors pour forger une alliance proche entre les grands nobles de Géorgie occidentale et, en 1621, il épouse Tamounia Chervachidzé, fille du prince Seteman d'Abkhazie, tandis qu'il envoie sa sœur Mariam Dadiani en Gourie pour épouser Simon Gourieli, fils du prince Mamia II. Cette union matrimonial forge une nouvelle politique ambitieuse de la part des nobles géorgiens, qui entrent alors en guerre contre le roi Georges III d'Iméréthie.

### Les premiers conflits
Léon II Dadiani lève une grande armée en quelques mois et parvient à assembler des troupes non seulement de Gourie, de Mingrélie et d'Abkhazie, mais aussi de la région montagneuse de Svanétie et de la lointaine province musulmane de Djiketi, au bord de la mer Noire. Les princes, qui contrôlent l'ensemble de la côte maritime, imposent un blocus économique sur le royaume, menant à une famine qui touche Koutaïssi, la capitale royale. Pendant ce temps, le haut noble Paata Tsouloukidzé, un proche allié au roi Georges III, trahit son suzerain et rejoint la Mingrélie, où il devient le vizir de Léon II.
Pour mettre un terme à cette rébellion, le roi Georges III rassemble à son tour ses troupes et lance une offensive contre Dadiani en hiver 1623. Le 9 décembre, les troupes s'affrontent près du village de Gotchoraouri, où les forces royales sont vaincues. À la suite de sa défaite, Georges III retourne dans sa capitale, tandis que de nombreux soldats imères sont pris en otage par les rebelles jusqu'au paiement d'une rançon par le roi. C'est le premier exemple de prise en otage de soldats ennemis en Géorgie depuis les invasions mongoles du XIIIe siècle et est réintroduit sur les champs de batailles géorgiens comme pratique lucrative, une pratique qui sera utilisée pendant le XVIIe siècle.

### Chaos en Abkhazie

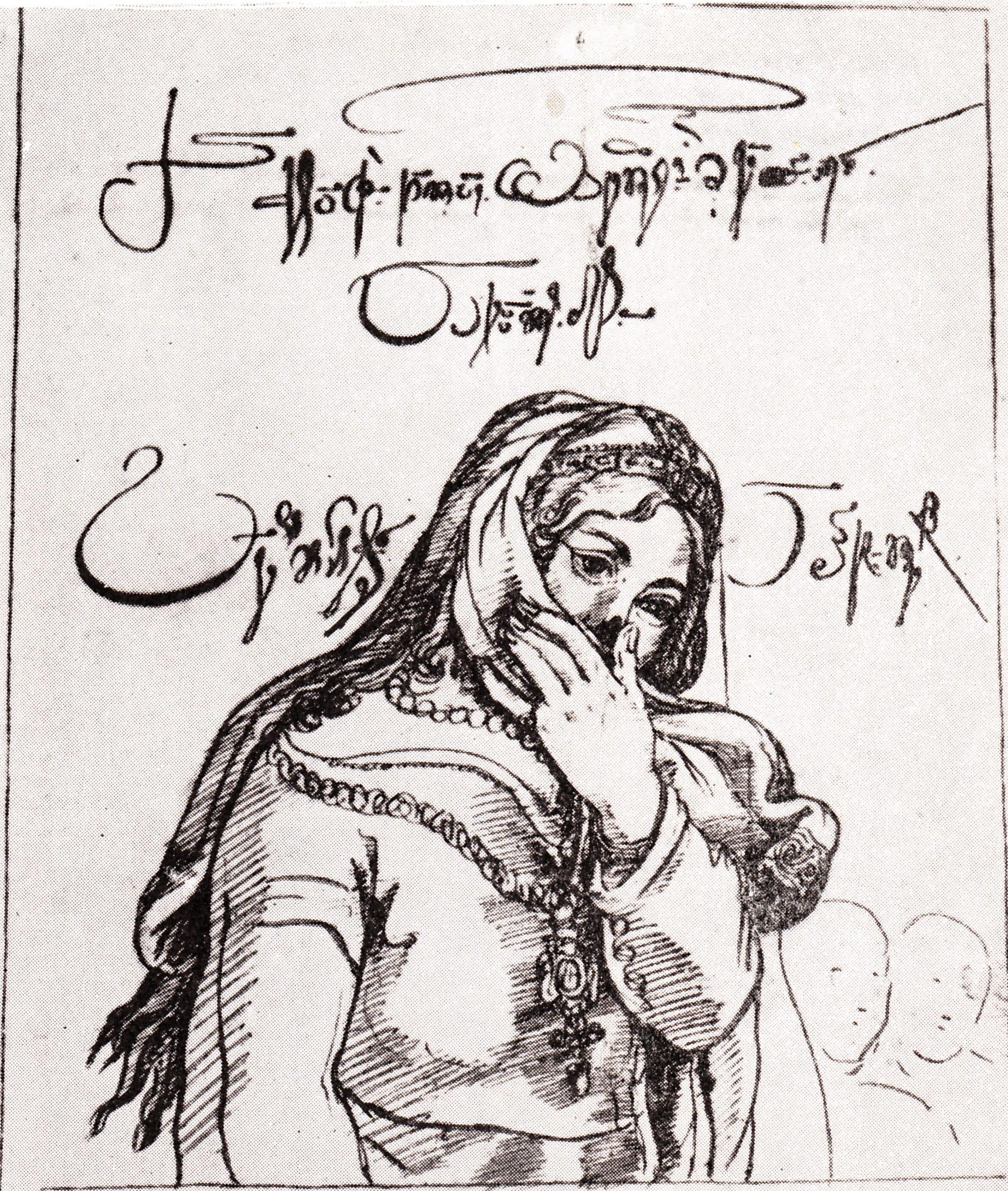
Dessin du missionnaire italien Cristoforo de Castelli représentant la princesse Tamounia Chervachidzé à la suite de sa défiguration.

Peu de temps après la victoire en Mingrélie, Léon II Dadiani poursuit son expansion militaire en affrontant ses alliés de l'ouest, les Abkhazes. Il accuse son épouse, Tamounia Chervachidzé, d'adultère avec son vizir Paata Tsouloukidzé et lui fait couper le nez et les oreilles, avant d'envoyer Tsouloukidzé sous la surveillance du prince de Gourie. Avec son armée, Dadiani escorte Tamounia en Abkhazie et dévaste les territoires de son beau-père, tout en faisant emprisonner ses deux fils.
Tant que l'adultère de la princesse Tamounia n'est pas publiquement connue, les raisons de cette invasion restent méconnues et les relations entre l'Abkhazie et la Mingrélie ne font qu'empirer à partir de ce moment. Vers 1625, Léon II survit à une tentative de meurtre lorsqu'un Abkhaze le poignarde dans le dos ; en réponse, il envahit l'Abkhazie une seconde fois. Cette fois-ci, les troupes mingréliennes accaparent des faucons et des chiens de la région, pour affaiblir l’économie de chasse des nobles abkhazes.
Une guérilla frontalière force la Mingrélie à sacrifier des troupes pour défendre la région. Pour mettre un terme aux problèmes frontaliers, Léon Dadiani emploie, d'après l'historien Donald Rayfield, la main-d'œuvre entière de la Mingrélie pour faire construire un mur de 65 kilomètres à la frontière de l'Abkhazie et la Mingrélie. Le mur, s'étendant de la mer Noire aux montagnes de Circassie, est alors gardé par des mousquetaires, commençant ainsi l'isolement progressif de l'Abkhazie, qui tombe de plus en plus dans la sphère d'influence de l'Empire ottoman.
Il est peu probable que Georges III d'Iméréthie s'implique dans le conflit abkhazo-mingrélien, étant donné le pauvre état du gouvernement central. Ce manque de coordination mène de nombreux historiens à caractériser cette guerre civile comme une période de chaos pour la Géorgie occidentale, où les alliés anti-royaux se retournent les uns contre les autres.

### Renversement en Gourie
La politique expansionniste de la Mingrélie inquiète rapidement la principauté voisine de Gourie. Celle-ci, dirigée par la puissante dynastie des Gourieli, est l'un des premiers alliés de Léon II Dadiani lors du début de la rébellion contre Koutaïssi, mais son activité militaire reste limité. En 1625, après avoir envahi l'Abkhazie à la suite de la trahison de son vizir, Paata Tsouloukidzé, le souverain de Mingrélie l'envoie chez Mamia II Gourieli, qui le fait emprisonner.

Toutefois, Mamia II est assassiné par son fils, Simon Ier, pour des raisons mystérieuses. Le nouveau prince, qui est marié à la sœur de Dadiani, libère Tsouloukidzé et l'aide à envisager un coup d'État contre Léon en faveur de son frère cadet, Joseph Dadiani. La tentative échoue, l'ancien vizir est exécuté, les domaines de Joseph Dadiani sont annexés par Léon II et la Mingrélie prépare alors une attaque contre le Gourie. Léon II utilise le parricide du nouveau prince comme excuse pour envahir son voisin et pose un ultimatum à Simon Gourieli, lui écrivant : 
« Étant donné que tu as tué ton père, je ne souhaite plus être ton beau-frère. Rends-moi ma sœur. »
Le Gourie est rapidement vaincu par Léon Dadiani, qui capture Simon Ier en 1626 et place sur le trône son cousin Kaïkhosro Gourieli. Celui-ci devient un sujet loyal à la Mingrélie et il est probable que Léon II, après avoir récupéré sa sœur et aveuglé Simon, annexe la principauté, n'offrant à Kaïkhosro qu'une titulature symbolique. Ce fait est documenté par des écrits contemporains qui donnent à Léon II le titre de « Léon de Gourie ».

### Domination mingrélienne

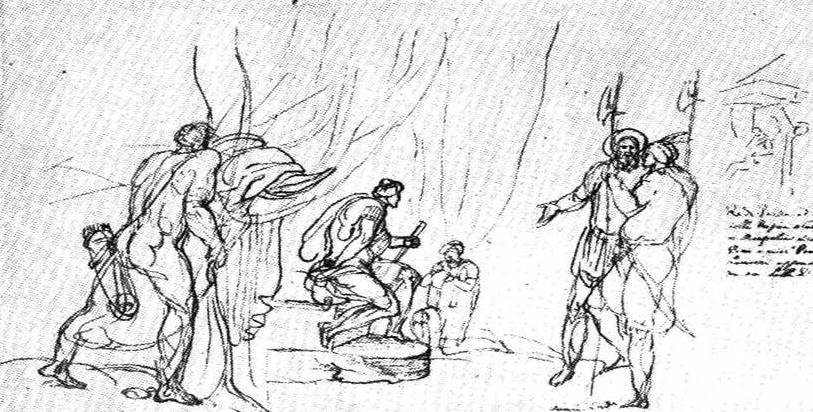
Représentation d'une ambassade mingrélienne auprès de la cour du roi imère.

Durant la seconde moitié des années 1620, Georges III tente de former des alliances entre son faible royaume et les puissants seigneurs de guerre de Géorgie occidentale. Il envoie une armée du nord du royaume, menée par les nobles Mamouka et Amilgabar Abachidzé, pour aider le noble Georges Saakadzé lors de son conflit avec le roi Teïmouraz Ier de Kakhétie, avant de s'allier avec le roi de Kakhétie à la suite de sa victoire en 1626. Les deux souverains tentent de s'allier pour unifier les royaumes géorgiens sous une gouvernance indépendante et unie face aux pouvoirs musulmans.
À partir de 1629, Koutaïssi doit faire face à de nombreuses attaques venant de Gourie, tandis que les troupes mingréliennes assiègent la capitale lors de la célébration du mariage entre le prince héritier Alexandre Bagration et la fille du roi kakhétien Teïmouraz Ier, Daredjan. Malgré le succès du gouvernement central contre les rebelles lors de cette période, le royaume s'appauvrit à la suite du rançonnement des soldats imères pris en otage par Léon Dadiani.
Le conflit militaire interne émerge de nouveau en 1633, lors de l'union militaire de la Mingrélie et du royaume de Karthli, à la suite du mariage de Mariam Dadiani, sœur de Léon II, au roi Rostom Bagration. Cette union, approuvée par l'Empire séfévide qui offre au prince mingrélien une tonne et demi d'argent, est organisée dans le cadre d'unifier les royaumes géorgiens sous un sceptre unique, mais vassal à la Perse. À la suite du mariage, Rostom de Karthli tente d'envahir l'Iméréthie, isolant entièrement le royaume, mais est vaincu à la frontière par les troupes imères, tandis que Léon Dadiani est obligé de passer par le sud du royaume pour retourner dans ses domaines occidentaux.

La rivière Tskhenistsqali délimite la frontière entre la Mingrélie et l'Iméréthie.

En 1634, Georges III tente d'intercepter le convoi militaire de Léon II Dadiani près du village de Baghdati, mais est rapidement vaincu et capturé par les Mingréliens, qui retournent en Mingrélie et gardent le roi imère prisonnier. Celui-ci reste otage du prince Dadiani pendant deux ans, jusqu'à ce que le gouvernement central de Koutaïssi, mené par le prince héritier Alexandre, négocie le retour du souverain, en échange de larges domaines territoriaux des familles nobles Tchiladzè et Mikeladzè, et d'une grande rançon d'or et d'argent. 
Cet échange devient une victoire stratégique pour la Mingrélie, qui avance ses territoires à l'est du Tskhenistskali, la rivière formant une frontière naturelle entre les deux États géorgiens. La nouvelle situation pousse Léon Dadiani à avancer ses attaques, prenant le contrôle du reste de la partie occidentale de l'Iméréthie, s'arrêtant aux alentours de Koutaïssi. C'est pendant cette série de défaites que le roi Georges III meurt, en été 1639, et laisse le trône à son fils, Alexandre III. Celui-ci continue d'affronter les rebelles mingréliens, qui organisent plusieurs raids militaires sur les villages aux alentours de Koutaïssi, notamment durant les festivités religieuses de Noël (25 décembre 1639), du Baptême du Christ (19 janvier 1640) et de Pâques (8 avril).

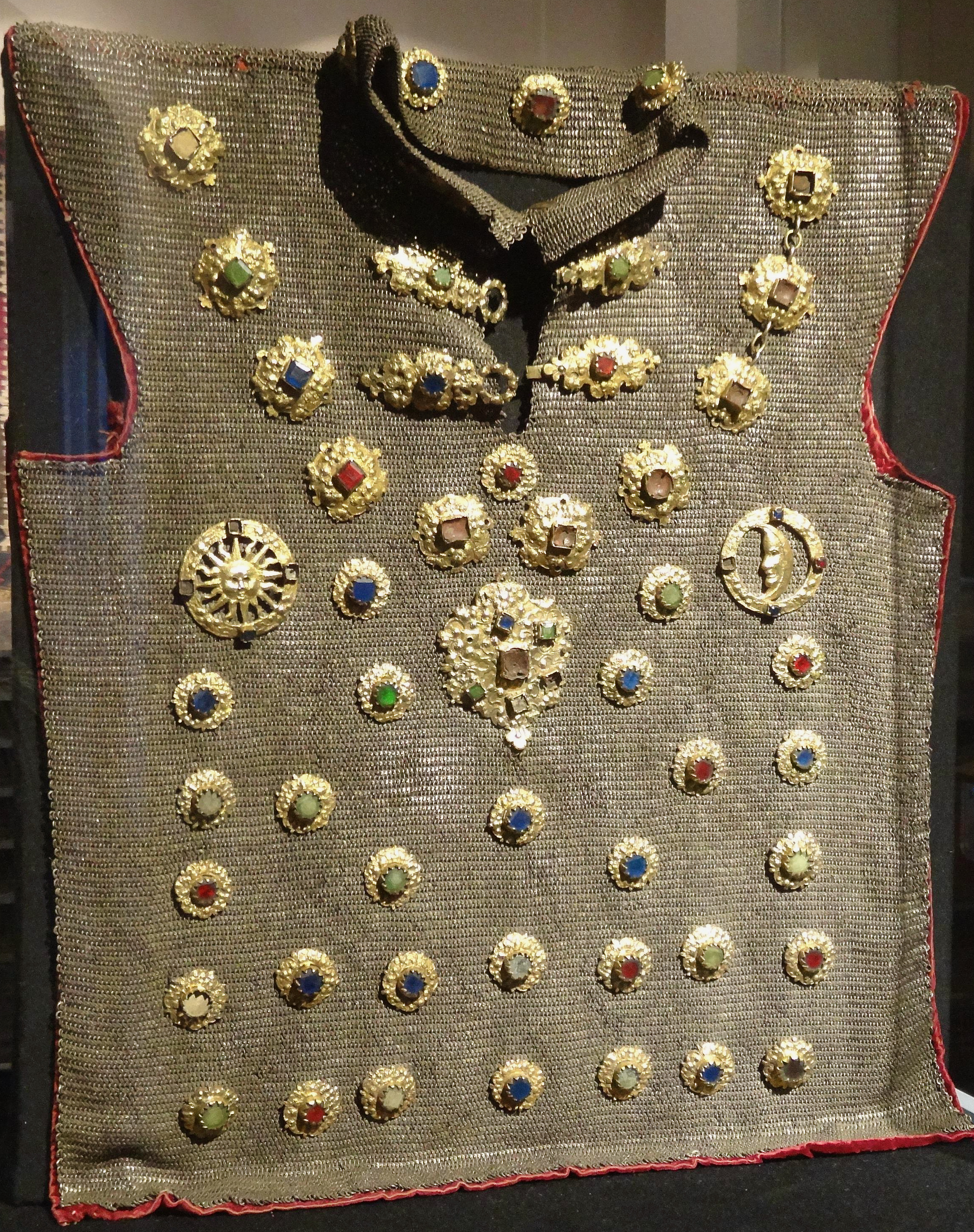
Émail d'Alexandre III, roi d'Iméréthie

Afin de protéger sa capitale, Alexandre III fait fortifier Koutaïssi et fait construire un mur de défense autour de la ville, avant de reloger les familles nobles restant sous son contrôle au sein de la cour royale, pour éviter de nouvelles trahisons. Se considérant le plus puissant souverain de la Géorgie occidentale, Léon Dadiani centralise son gouvernement en faisant construire douze palais dans sa capitale, tout en assurant sa position auprès du chah persan Safi Ier, qui commence à financer les opérations militaires de Dadiani.
Au début des années 1640, le prince Mamouka Bagration, frère d'Alexandre III, devient général de l'armée imère, inflige plusieurs défaites aux Mingréliens et reprend le contrôle de certains villages. En février 1646, Léon de Mingrélie s'apprête à remporter une victoire décisive pour mettre un terme à la guerre et, après avoir forcé un armurier français otage à Zougdidi à lui fabriquer 30 canons, assiège Koutaïssi et démolit le mur construit quelques années auparavant. D'après l'historien Vakhoucht Bagration, Alexandre III observe, depuis son palais, les soldats mingréliens détruire sa capitale et prendre en otage des centaines de civils. Toutefois, Mamouka Bagration parvient à détourner les Mingréliens, malgré les objections du roi, qui aurait été inquiet du sort de son jeune frère. Durant la bataille, les Mingréliens sont vaincus mais le général Mamouka est capturé et pris en otage à Zougdidi.
En 1648, après un blocus économique de deux ans, Alexandre III est contraint d'envoyer son allié Teïmouraz de Kakhétie pour mener des négociations à Zougdidi, mais celles-ci n'aboutissent guère et Alexandre doit envoyer son fils aîné Bagrat en otage chez Léon Dadiani.

### Observations étrangères

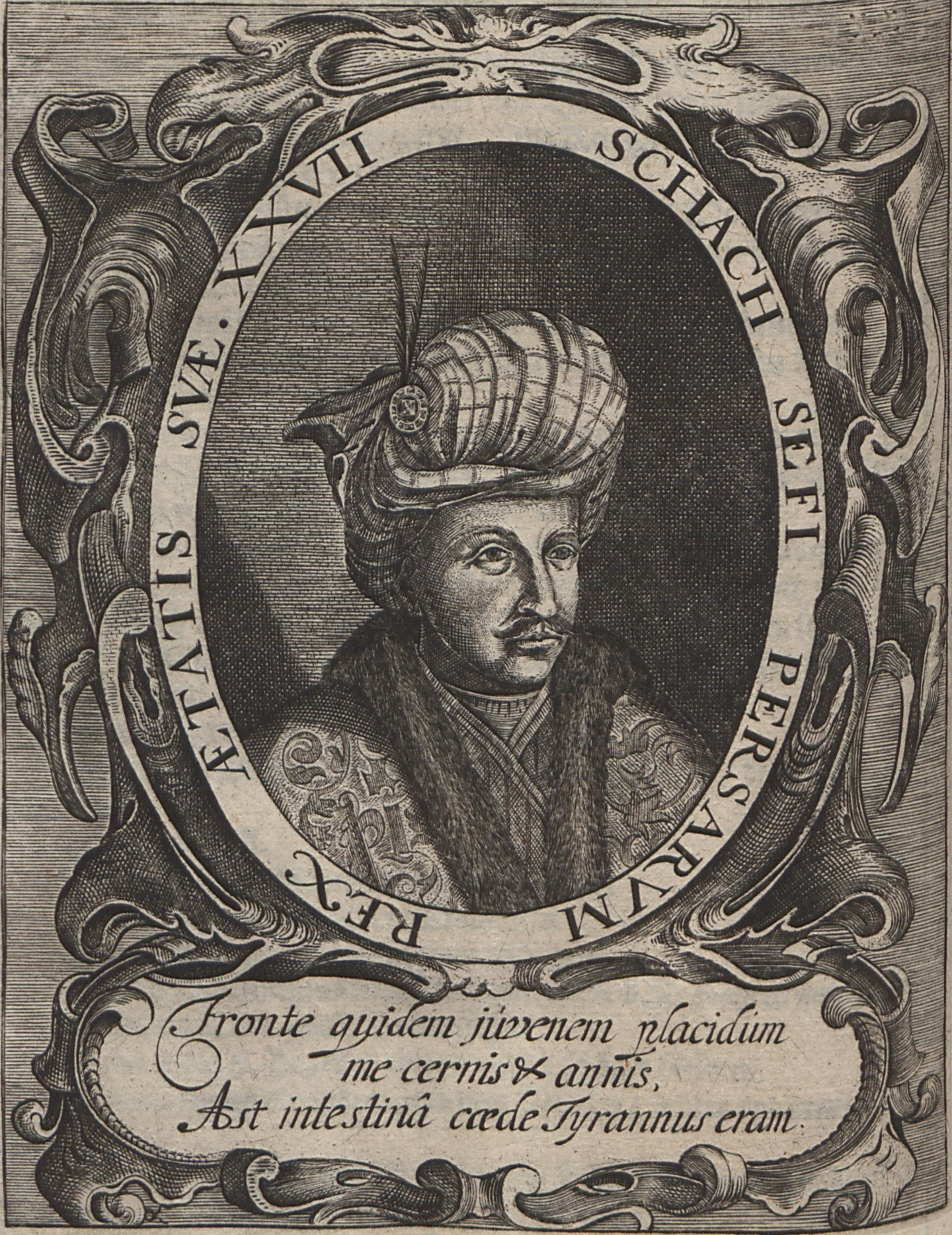
Le chah séfévide Safi Ier finance largement les activités militaires de Léon Dadiani.

Le conflit en Géorgie occidentale reste une guerre interne et les seuls troupes participant aux affrontements sont celles de Gourie, de Mingrélie et d'Iméréthie et, rarement, certains bataillons du royaume géorgien de Karthli qui apportent leur soutien aux princes rebelles. Toutefois, cette guerre civile se déroule dans un contexte important de division stratégique des États géorgiens par les empires musulmans voisins et au début de l'expansion impérialiste de la Russie dans le Caucase.
Au début de la guerre, Léon II de Mingrélie prend avantage des intérêts stratégiques de la Turquie ottomane, qui bénéficie de l'affaiblissement du gouvernement central de Koutaïssi. Le sultan Mourad IV envoie alors une légère cavalerie pour aider la Mingrélie, mais augmente les tributs demandés à Zougdidi et reste un allié instable, organisant des raids militaires dans la vallée de Kodori, région mingrélienne, en 1634. En 1633, la situation change lors de l'avènement de Rostom Khan, un prince géorgien éduqué à la cour du chah séfévide Abbas Ier, sur le trône du royaume de Karthli, l'État géorgien occupant le cœur historique de la nation, lors de la guerre otomano-persane de 1623-1639.
Léon Dadiani s'allie rapidement avec le royaume pro-séfévide de Karthli, offrant sa sœur Mariam en mariage au roi Rostom dès 1633. Cette union est rapidement approuvée par Ispahan, qui l'utilise dans le contexte d'unifier les royaumes géorgiens sous une suzeraineté persane. C'est ainsi que les Persans commencent à financer les épreuves militaire de la Mingrélie contre le roi d'Iméréthie, mais ce dessein est abandonné à la suite de la signature du traité de Qasr-i-Chirin en 1639, mettant un terme au conflit entre les empires musulmans.
Vers 1636, les Mingréliens envoient une ambassade en Russie, menée par le prêtre Gabriel Gueguenava, afin de s'assurer du soutien du tsar Michel Ier. Toutefois, cette ambassade est détenue pendant deux ans par les autorités russes dans le Caucase et ne rentre qu'en décembre 1639, accompagnée de deux ambassadeurs russes, Fedot Eltchyn et Pavel Zakhariev. La Russie réclame alors une soumission officielle du souverain mingrélien, qui est acceptée après de longues hésitations par Léon II de Mingrélie.

### Chute de Léon Dadiani
Les ambitions militaires de la Mingrélie deviennent trop importantes à la suite du siège de Koutaïssi de 1646. L'alliance entre les Perses et Dadiani disparait après la fin des hostilités ottomano-persanes, tandis que les Ottomans n'apportent guère de soutien au prince chrétien. La soumission mingrélienne à Moscou se fragilise quand Alexandre III envoie une ambassade conjointe avec Teïmouraz, l'ancien roi de Kakhétie en exil à Koutaïssi, pour présenter aux autorités russes leur allégeance à l'Empire russe, écrivant au tsar Alexis Ier : « (...) Je suis, depuis ce jour, votre esclave. Je suis l'esclave de votre royaume, tout comme le sont mes nobles, mon peuple, et mes terres. »

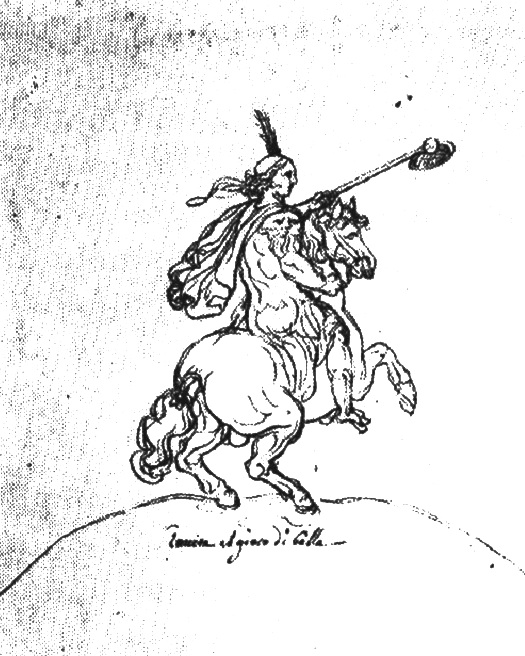
Mamouka Bagration, dont la mort en tant qu'otage de Léon Dadiani mène à la fin de l'alliance entre la Mingrélie et Rostom de Karthli.

En 1651, Léon Dadiani lance une nouvelle offensive contre les Imères, assiégeant Koutaïssi de nouveau et ruinant le monastère de Ghélati, siège du Catholicossat de Géorgie occidentale et lieux de sépulture des souverains d'Iméréthie. Durant ce raid, les Mingréliens prennent en otage une quarantaine de nobles de la cour exilée de Teïmouraz de Kakhétie et certains des plus braves mousquetaires de l'armée d'Alexandre III, et célèbrent cette victoire en aveuglant le prince Mamouka Bagration, frère d'Alexandre III, otage à Zougdidi depuis 1646, et fils adoptif du roi Rostom de Karthli. Cet acte, qui mène à la mort du prince imère, force Rostom à renoncer son alliance avec la Mingrélie. En octobre 1651, Alexandre III signe un accord formel avec les envoyés russes, isolant entièrement Léon Dadiani.
Le 17 mars 1657, Léon II de Mingrélie meurt, après un règne de 46 ans. Son décès n'amène pas une fin immédiate à la longue guerre civile, mais elle y change la situation stratégique rapidement.

### Victoire royale
La mort de Léon II déstabilise la politique intérieure de la Mingrélie rapidement. Les habitants de Zougdidi, qui ne sont plus découragés par le règne autoritaire du prince, menacent de se révolter pour protester l'accumulation des richesses par les nobles et la succession au trône est bientôt contestée. Liparit Dadiani, neveu de Léon, est couronné prince en tant que Liparit III, mais est opposé par Vameq Lipartiani, seigneur du Salipartiano. Celui-ci décide de profiter du conflit militaire pour prendre le pouvoir.
Lipartiani s'allie alors avec le roi Alexandre III, à qui il promet un retour à la frontière naturelle du Tskhenistsqali. De son côté, Liparit III demande de l'aide aux autres souverains géorgiens et aux Ottomans, mais le pachalik de Tchildir ne lui envoie guère de troupes, tandis que les bataillons envoyés par Rostom de Karthli doivent faire demi-tour à la suite d'une querelle stratégique entre généraux que le roi n'arrive pas à régler. Seuls Kaïkhosro Ier de Gourie et les familles nobles Tchiladzè et Mikeladzè répondent aux demandes d'aide de Liparit, et les armées se rencontrent près du village de Bandza, en Mingrélie.

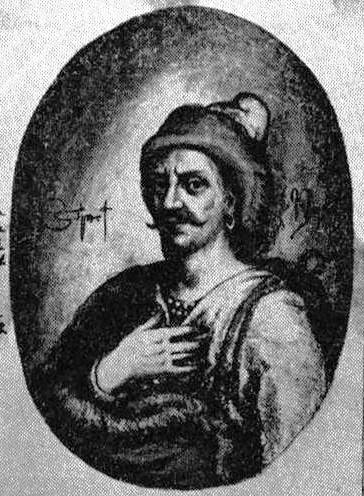
Portrait de Vameq Lipartiani.

En juin 1658, la bataille décisive de Bandza aboutit en une victoire finale du gouvernement central du royaume d'Iméréthie. Liparit III est tué durant le combat et Alexandre III couronne Vameq comme prince de Mingrélie, après le refus par Téïmouraz Bagration de prendre ce titre, restaurant les anciennes frontières de l'Iméréthie et le statut vassal de la Mingrélie, confisquant une majorité de la trésorerie de Zougdidi et libérant les esclaves imères.
Kaïkhosro de Gourie est déposé et se réfugie à Istanbul, auprès de la cour ottomane, tandis qu'un autre prince de la dynastie Gourieli, Démétrius, est nommé souverain vassal de Gourie par Alexandre III. Le royaume d'Iméréthie reprend alors sa domination de la Géorgie occidentale et une longue guerre de 35 ans se termine.

## Conséquences
Malgré la réunification de la Géorgie occidentale sous la domination du royaume d'Iméréthie, la fin des hostilités reste temporaire. En mars 1660, moins de deux ans après la bataille de Bandza, Alexandre III meurt et ne laisse comme successeur qu'un fils illégitime et jeune, Bagrat V. Celui-ci est bientôt détrôné par une faction de nobles et l'Iméréthie tombe de nouveau dans le chaos, voyant sept rois se succéder dans les dix années qui suivent, y compris Démetrius Gourieli et Vameq Lipartiani, des princes couronnés par Alexandre III.
Les trois décennies de guerre affaiblissent sérieusement le pouvoir royal, ce qui permet au royaume voisin de Karthli de prendre contrôle de Koutaïssi dès 1661. La Mingrélie et le Gourie ne reviennent plus sous la domination du gouvernement central après les années 1660, tandis que l'Empire ottoman profite de cette division pour étendre l'eyalet de Tchildir. Les nobles géorgiens d'Abkhazie parviennent à s'isoler de plus en plus et, malgré leur allégeance titulaire vis-à-vis du royaume, ils doivent affronter des envahisseurs montagnards et des pirates ottomans sans l'aide de Koutaïssi. L'abandon de l'Abkhazie par Léon Dadiani entame une fissure qui autorise les Circassiens à s'établir et remplacer petit-à-petit les autorités géorgiennes dans la région.

Le voyageur contemporain Jean Chardin, qui visite à plusieurs reprises la Mingrélie, raconte que la population mingrélienne baisse de 40 000 à 20 000 habitants à la fin de la guerre, à la suite du large commerce d'esclaves et à la désolation économique de la région. D'après l'historien Nodar Assatiani, cette période devient particulièrement dure pour la Géorgie occidentale : 
« La population était exploitée par les envahisseurs. Dans cette partie de la Géorgie, les conditions naturelles sont moins favorables au développement de l'agriculture que dans la Géorgie orientale et l'affaiblissement de la production entraîna des résultats nuisibles. L'économie féodale allait à la dérive. Les villes étaient saccagées et l'économie s'effondra. »
La guerre de 1623-1658 ne reste qu'un effet secondaire de la division majeure des États géorgiens depuis la fin du Moyen Âge. Le début du conflit ne marque pas le début du déclin de la puissance du royaume d'Iméréthie, un pays déjà faible, tandis que sa fin ne fait que préparer le royaume à une sombre époque de son histoire.